# Adriatic (Schiff, 1872)
Die Adriatic war ein 1872 in Dienst gestelltes Passagierschiff der White Star Line.

## Geschichte
Die Adriatic entstand unter der Baunummer 77 in der Werft von Harland & Wolff in Belfast und lief am 17. Oktober 1871 vom Stapel. Nach ihrer Fertigstellung am 31. März 1872 absolvierte das Schiff am 11. April 1872 seine Jungfernfahrt von Liverpool über Queenstown nach New York. Im Mai 1872 holte sich die Adriatic das Blaue Band in westlicher Richtung mit einer durchschnittlichen Geschwindigkeit von 14,53 kn bei einer Reisedauer von sieben Tagen, 23 Stunden und 17 Minuten.
1884 wurde auch ein Bereich für Passagiere der 2. Klasse eingerichtet, welchen es bisher auf diesem Schiff nicht gegeben hat.
Im Dezember 1897 wurde die Adriatic außer Dienst gestellt und 1899 in Preston abgewrackt.

## Kollisionen
Die Adriatic war in mehrere Kollisionen verwickelt. Die folgenschwerste ereignete sich im Dezember 1875 vor der irischen Küste. Die Adriatic stieß mit dem Segelschiff Harvest Queen von der Black Ball Line zusammen, das bald nach diesem Unfall sank. Dabei kamen alle 30 Menschen an Bord ums Leben.

## Schwesterschiffe
- Oceanic
- Atlantic
- Baltic
- Republic
- Celtic